# Leucadendron pubescens
Espèce
Leucadendron pubescens est une espèce de plantes à fleurs de la famille des Proteaceae. C'est un arbuste rustique et persistant originaire de la région du fynbos en Afrique du Sud.

## Description
Leucadendron pubescens est un arbuste dressé, dense, de 0,6 à 2,5 m de haut, vert grisâtre, à tige unique velue. Les feuilles fines en forme d'aiguilles sont oblancéolées, rétrécies à la base, torsadées, glabres à argentées sont vert-gris. Les bractées involucrées sont aiguës, à poils doux. Le périanthe est pourvu de poils doux. Le style est de moins de 10 mm de long. Les cônes sont couverts de poils argentés, de 32 à 40 mm de diamètre et globuleux. Ils sont ligneux de couleur gris-brun et peuvent persister longtemps sur la plante. Au printemps et en été, des fleurs jaunes et orange éclatantes émergent de la plante, attirant divers pollinisateurs, notamment les oiseaux et des insectes dont les abeilles et les souimangas,. 

## Répartition et habitat

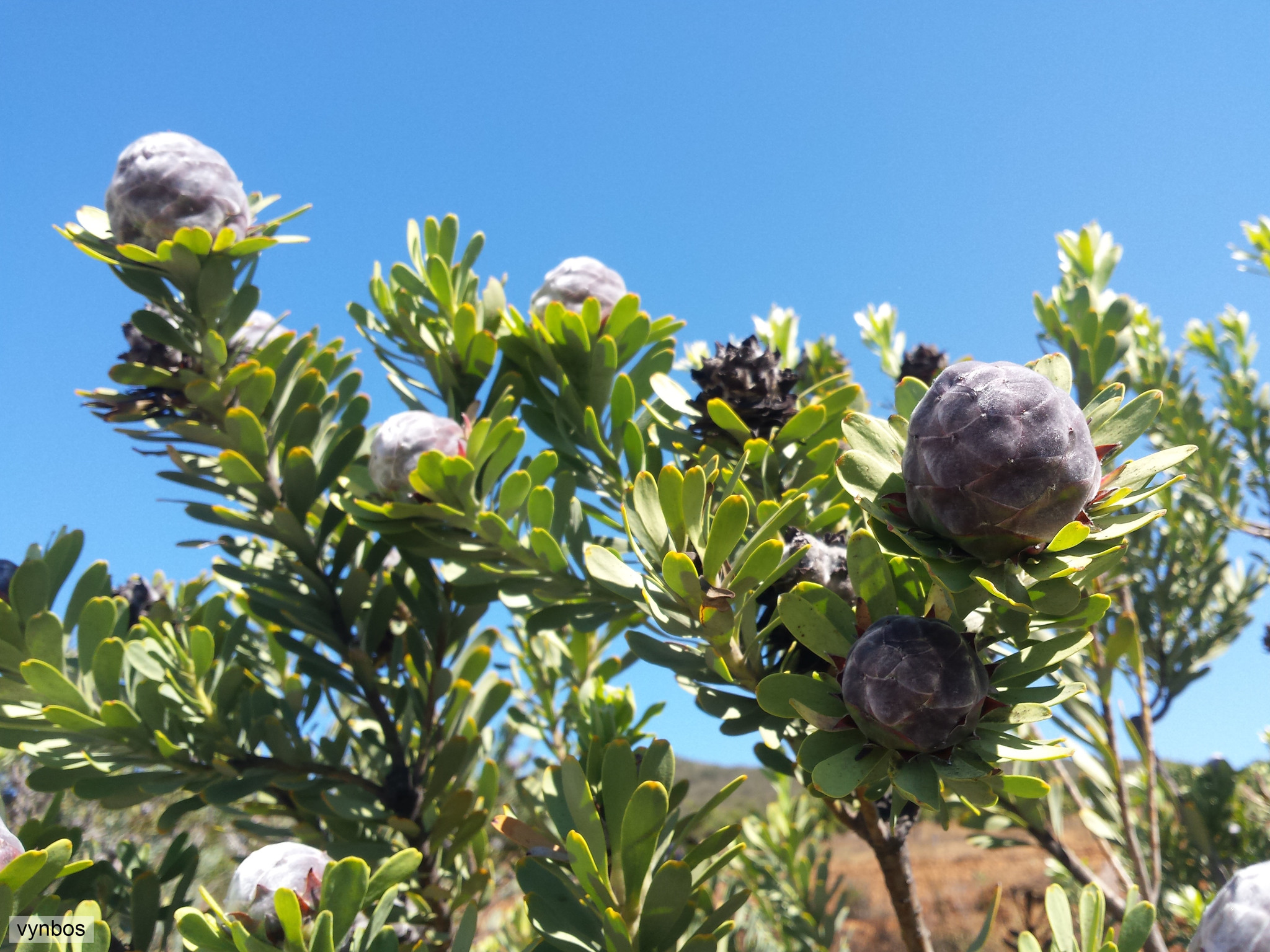

Leucadendron pubescens est un arbuste rustique et persistant originaire de la région du fynbos en Afrique du Sud, que l'on trouve notamment dans la province du Cap-Occidental. La plante est présente sur le Bokkeveldeskarp, le Gifberg, le Cederberg, le Piketberg, l'Olifantsrivier, le Sandveld, le Koue Bokkeveld, l'Hexrivierberge, le Bonteberg ainsi que le Kwadouwberg, le Witteberg et le Touwsberg. Le Conebush gris prospère dans des environnements difficiles, démontrant sa résilience et son adaptabilité remarquables. La plante pousse principalement dans les sols de grès et de quartzite, à une altitude comprise entre 60 et 1 700 m.
Cet arbuste prospère sous un climat méditerranéen, bénéficiant d'étés chauds et secs et d'hivers doux et humides. Il préfère les sols sableux ou bien drainés, pauvres en nutriments mais riches en matière organique. Ces conditions de sol permettent aux racines d'accéder à l'eau sans être gorgées d'eau, ce qui est essentiel à la survie de la plante.

### Écologie
Leucadendron pubescens germe généralement après une exposition au feu, un phénomène appelé sérotinie. Les graines ont une enveloppe extérieure dure qui nécessite de la chaleur pour se fissurer, permettant à l'humidité de pénétrer et de stimuler la croissance. Après un incendie, le paysage est défriché, offrant ainsi suffisamment de soleil et de nutriments aux jeunes plants pour s'épanouir. Cette adaptation permet à l'espèce de continuer à prospérer dans un environnement sujet aux incendies.

## Ravageurs et maladies courants
Bien que Leucadendron pubescens soit relativement résistant, il peut parfois être victime de divers ravageurs, notamment les pucerons et les cicadelles. Les maladies courantes incluent la pourriture des racines et les infections fongiques, en particulier chez les plantes trop arrosées. 

## Leucadendron pubescenset l'Homme
Bien que peu cultivé, leLeucadendron pubescens présente une valeur ornementale grâce à son aspect unique et à ses fleurs.

## Statut de conservation
Actuellement, Leucadendron pubescens n'est pas classé comme menacé ou en voie de disparition. Cependant, la perte d'habitat due à l'urbanisation et à l'agriculture représente un risque pour ses populations. Les efforts de conservation visant à préserver la biodiversité de la région du fynbos sont essentiels pour garantir que cette espèce et d'autres espèces endémiques continuent de prospérer dans leur habitat naturel.

## Dénominations
Cet arbuste est appelé communément en afrikaans Syhaartolbos, et, en anglais, Grey Conebush ou Greymat arid consbush.

## Systématique
Le nom correct complet (avec auteur) de ce taxon est Leucadendron pubescens R.Br..
Leucadendron pubescens a pour synonymes :
- Leucadendron elatum H.Buek
- Leucadendron elatum H.Buek ex Meisn.
- Leucadendron pillansii E.Phillips
- Leucadendron retusum R.Br.
- Leucadendron sericocephalum Schltr.
- Leucadendron seriocephalum Schltr.
- Protea elata (H.Buek ex Meisn.) Kuntze
- Protea pubescens (R.Br.) Kuntze
- Protea pubescens Poir.
- Protea retusa (R.Br.) Poir.

## Galerie

Différentes vues de Leucadendron pubescens
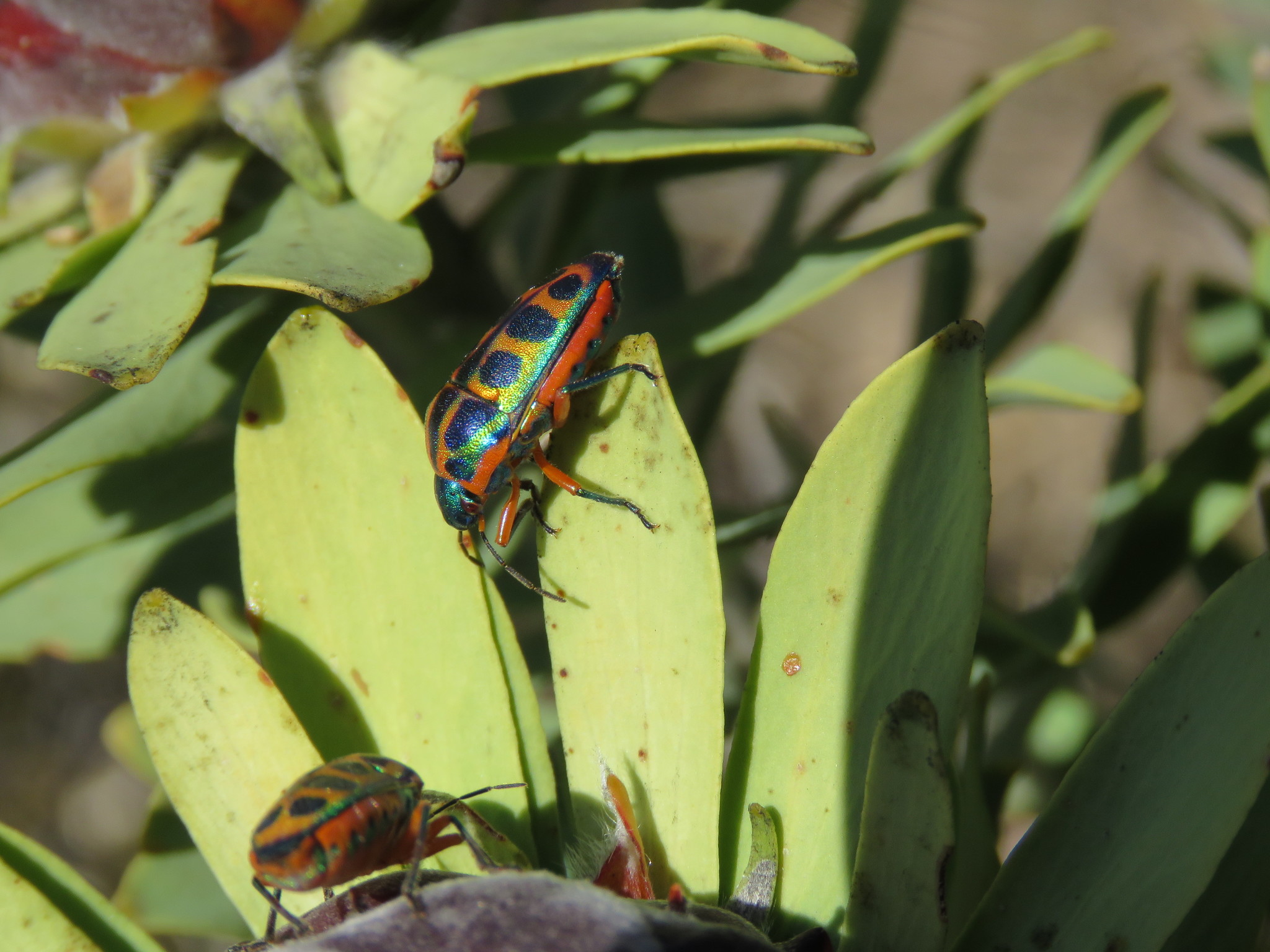
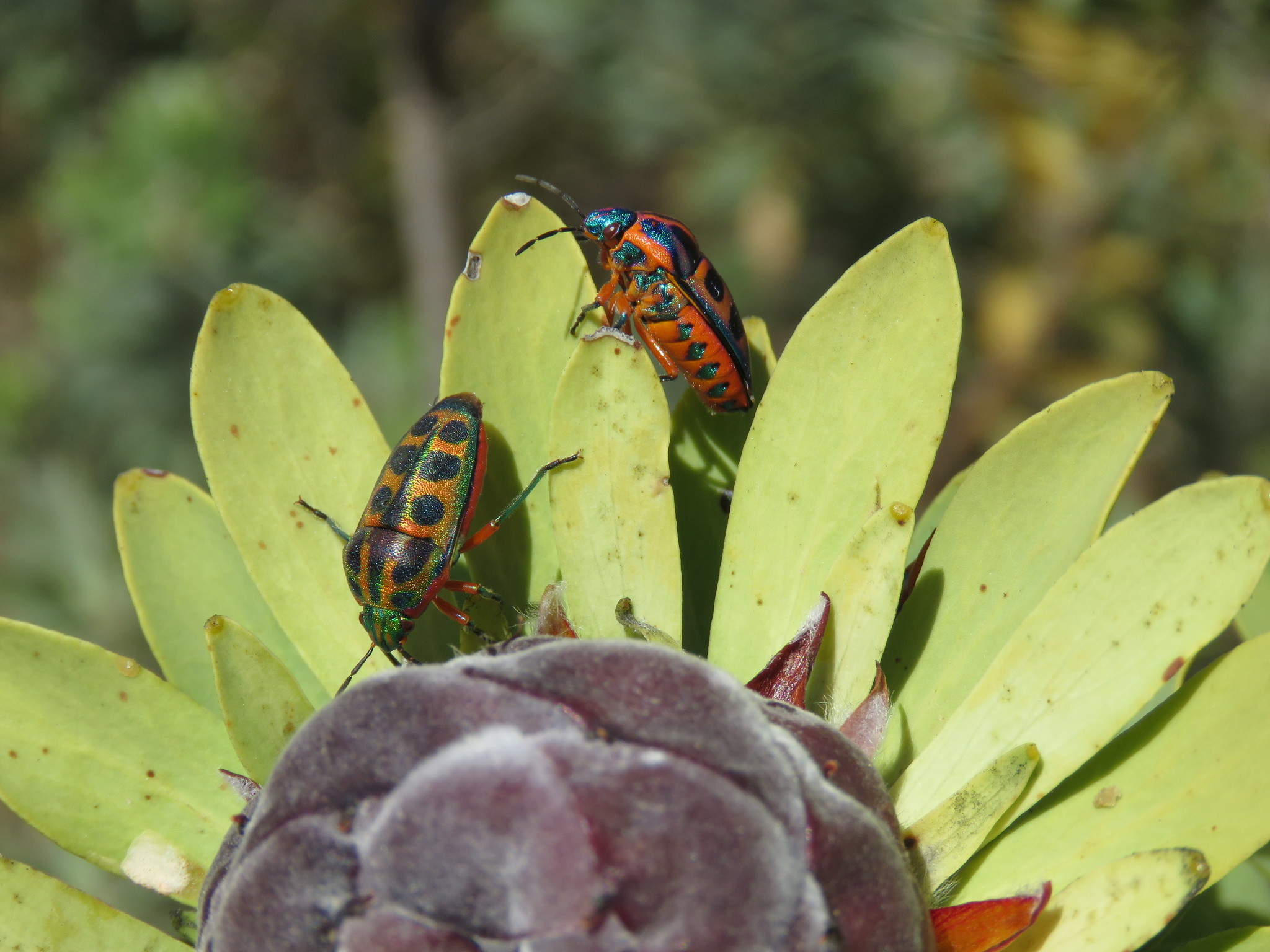
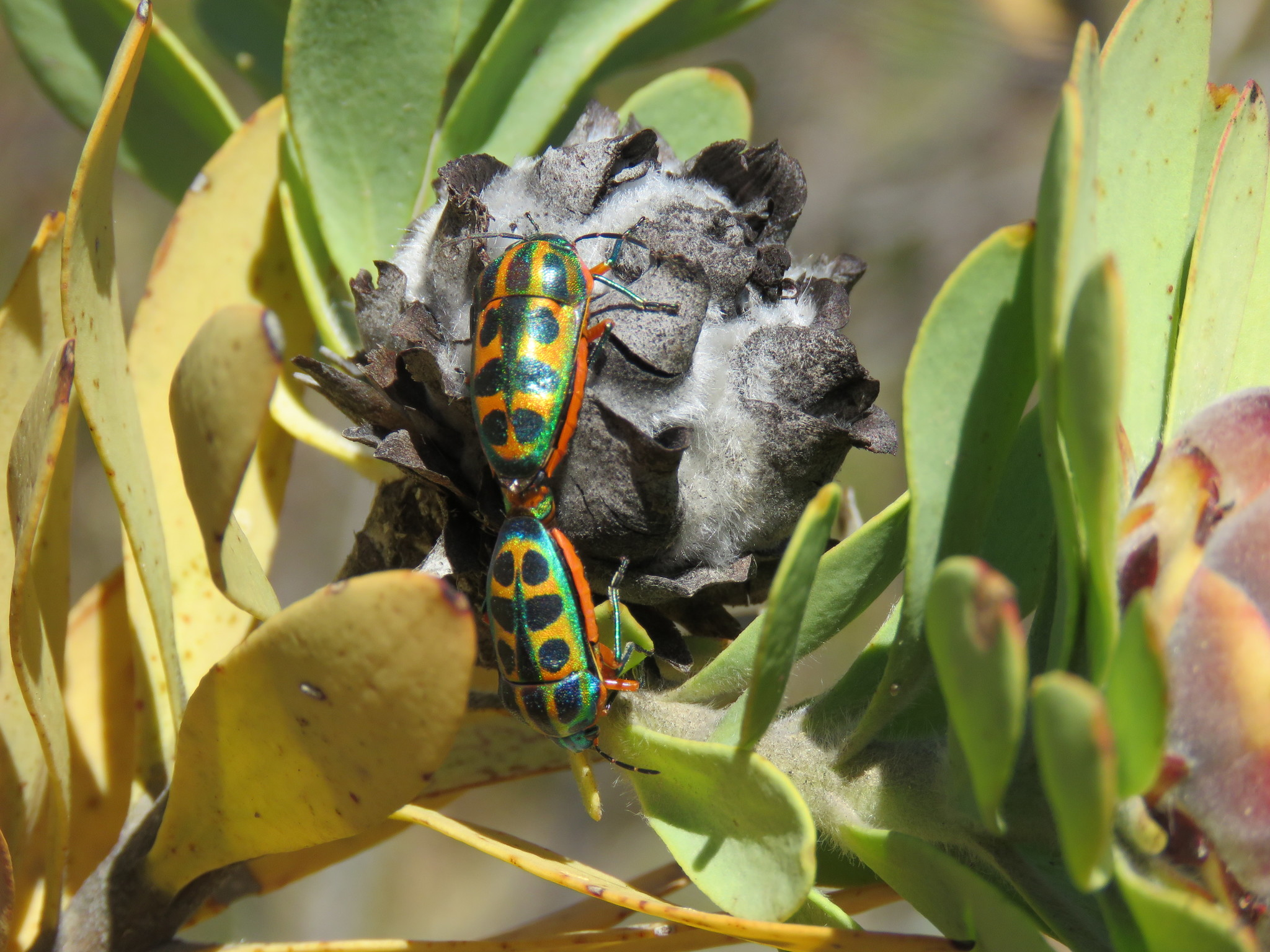
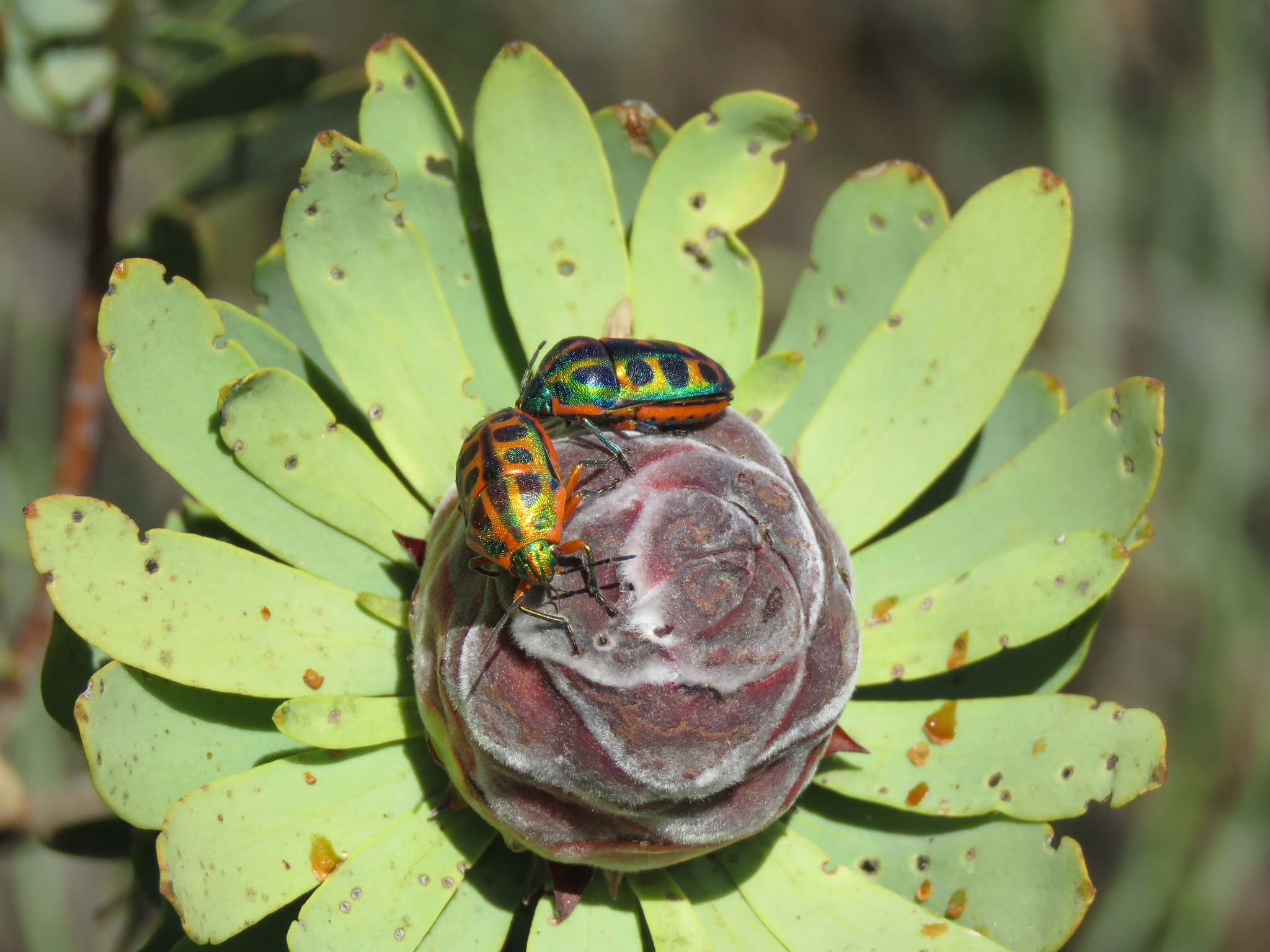
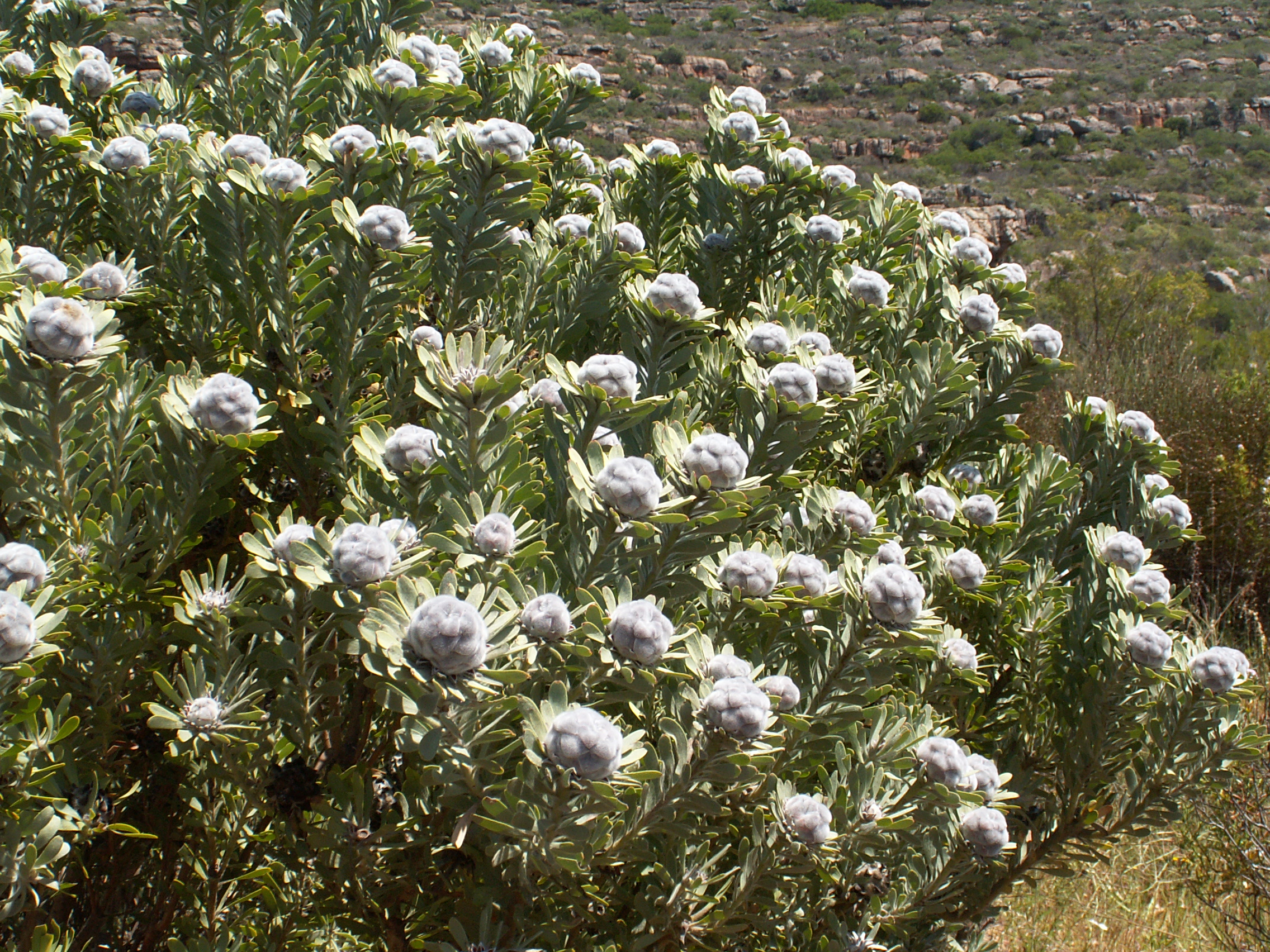
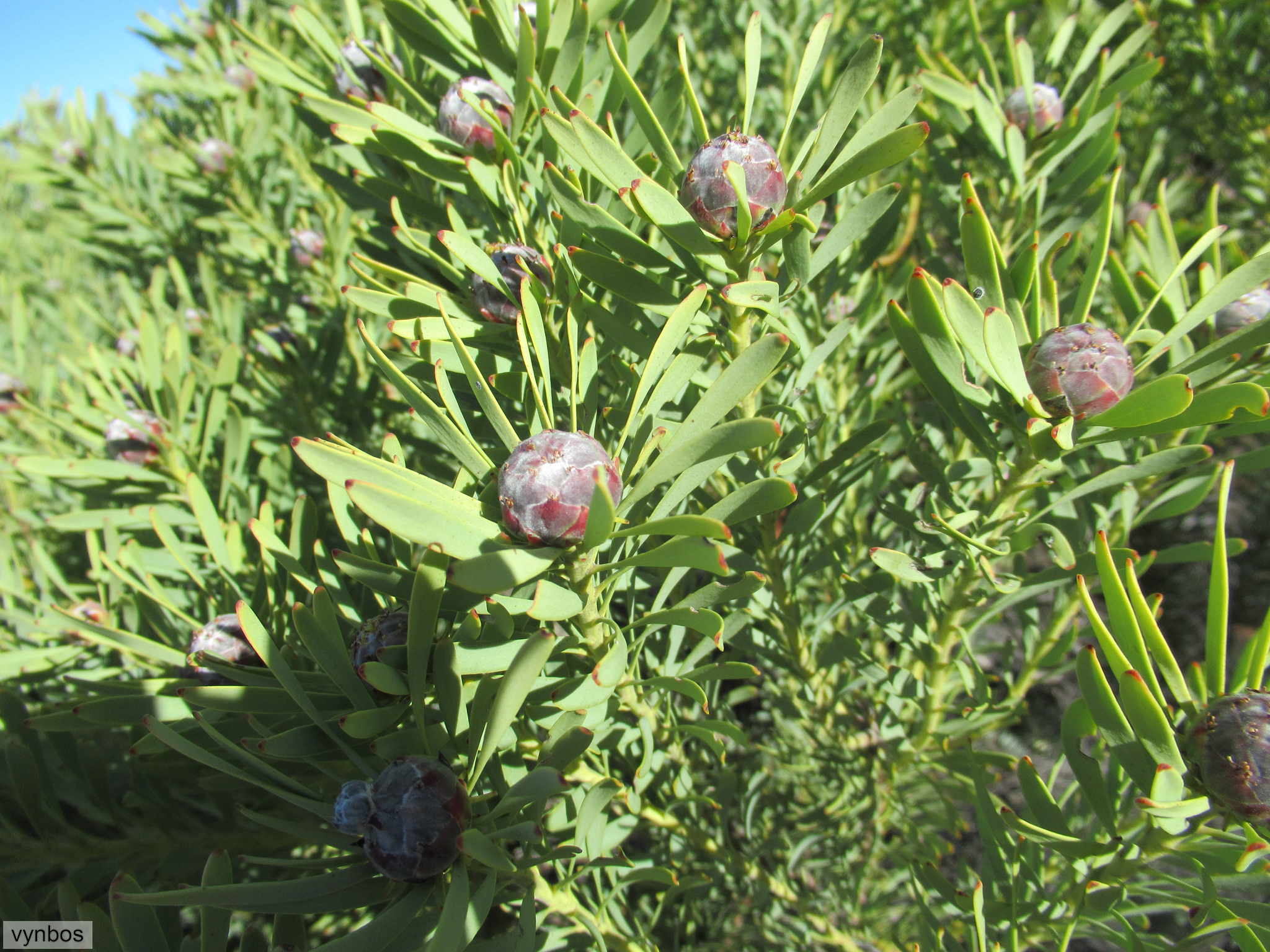
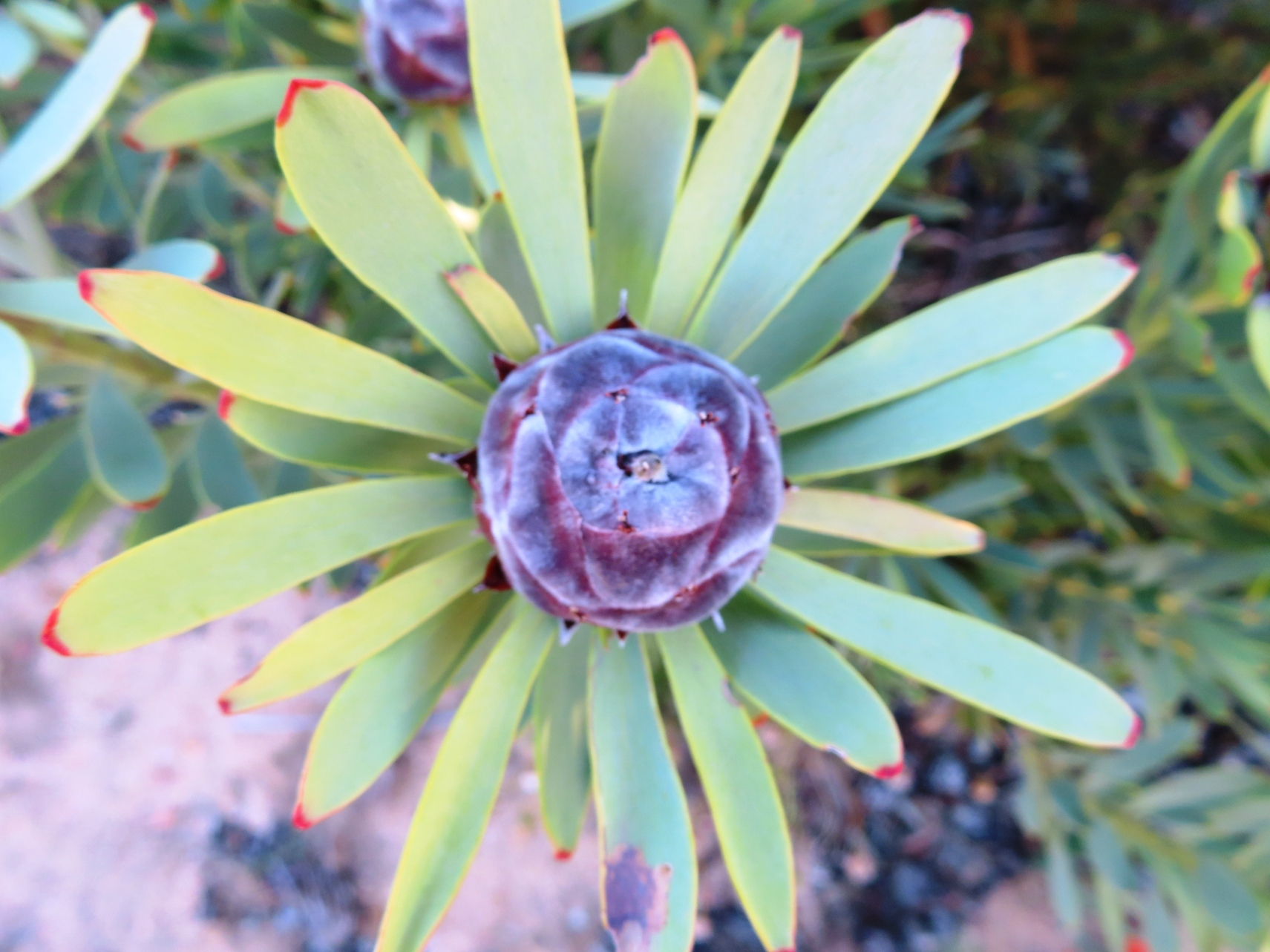
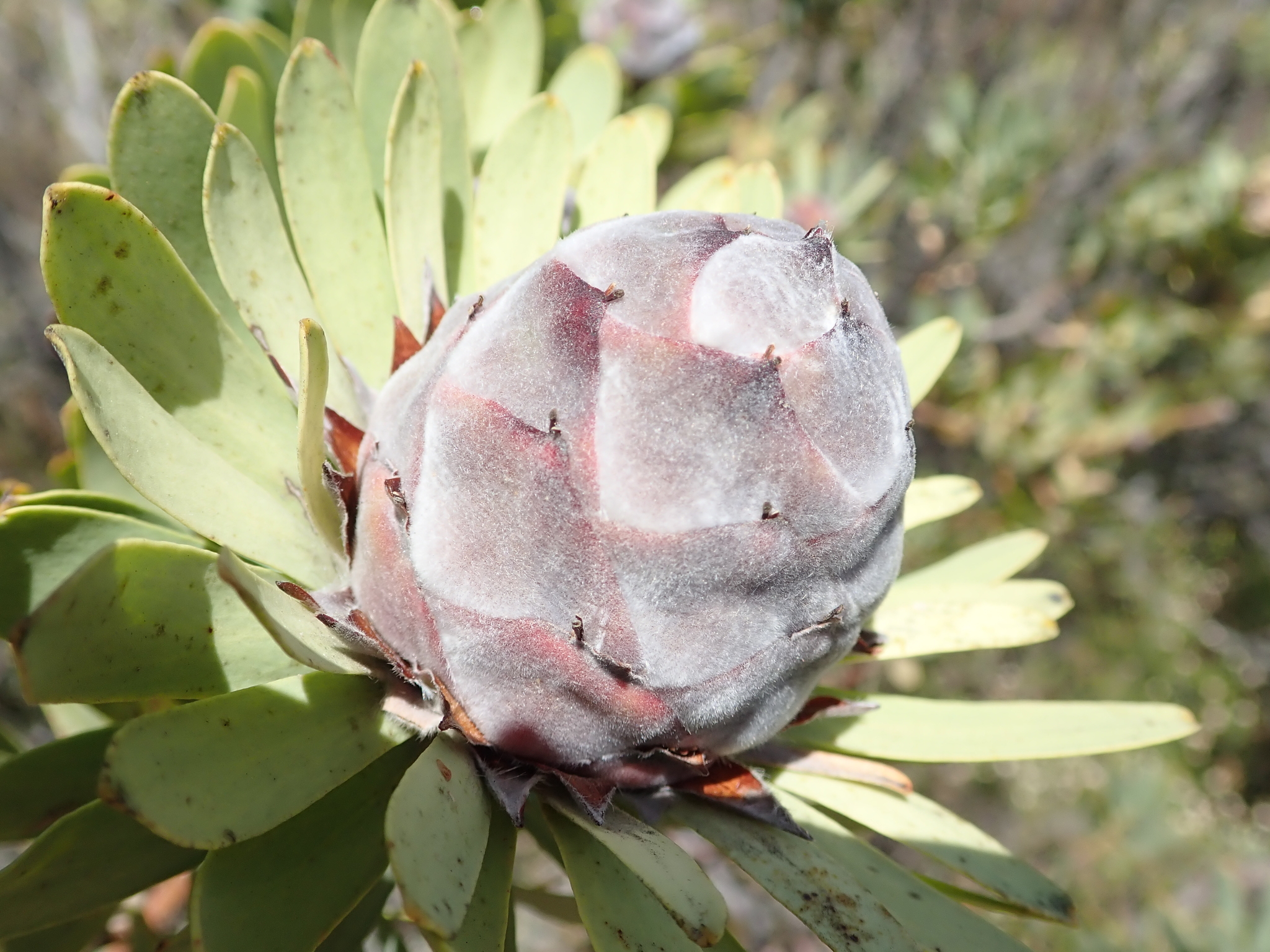
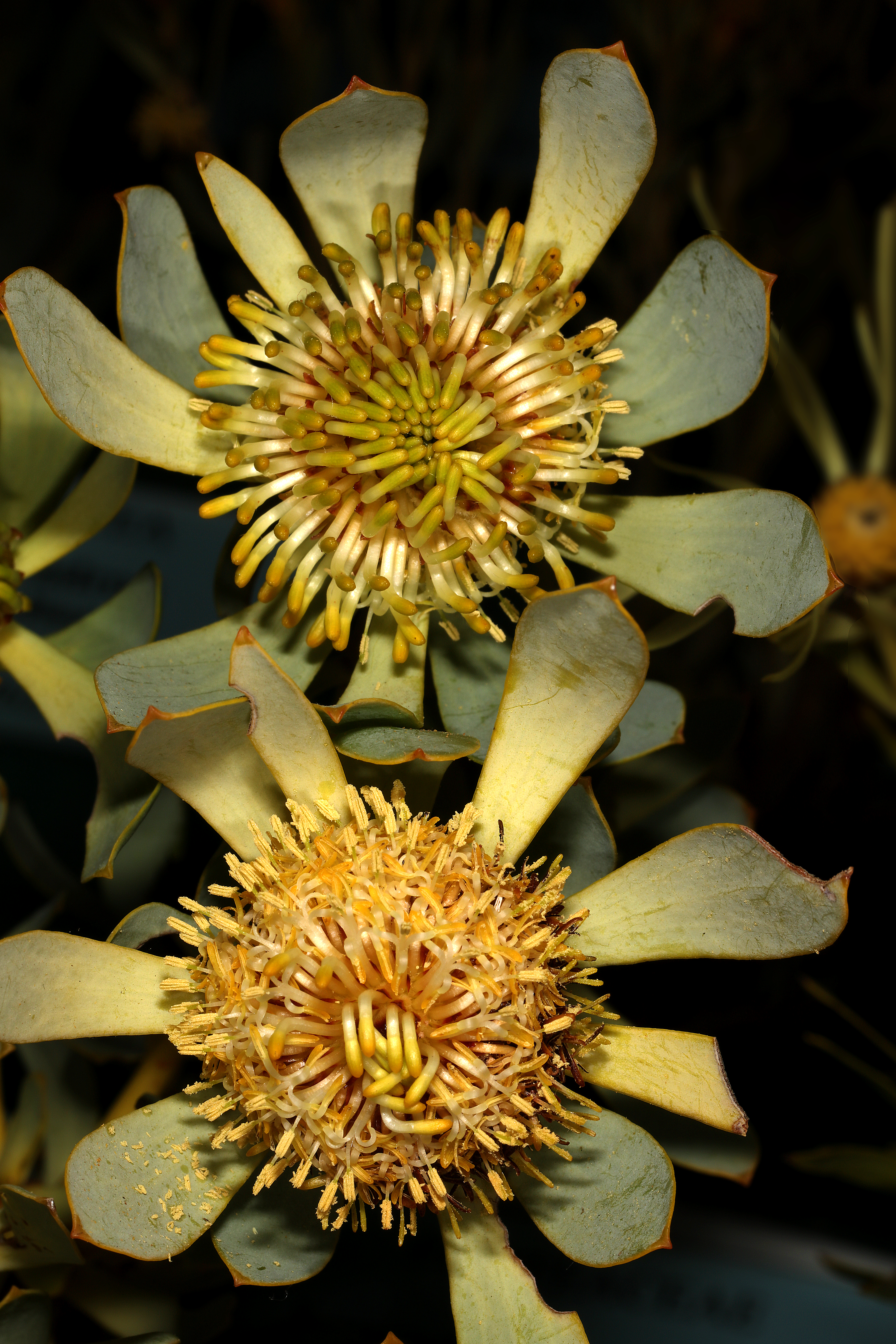
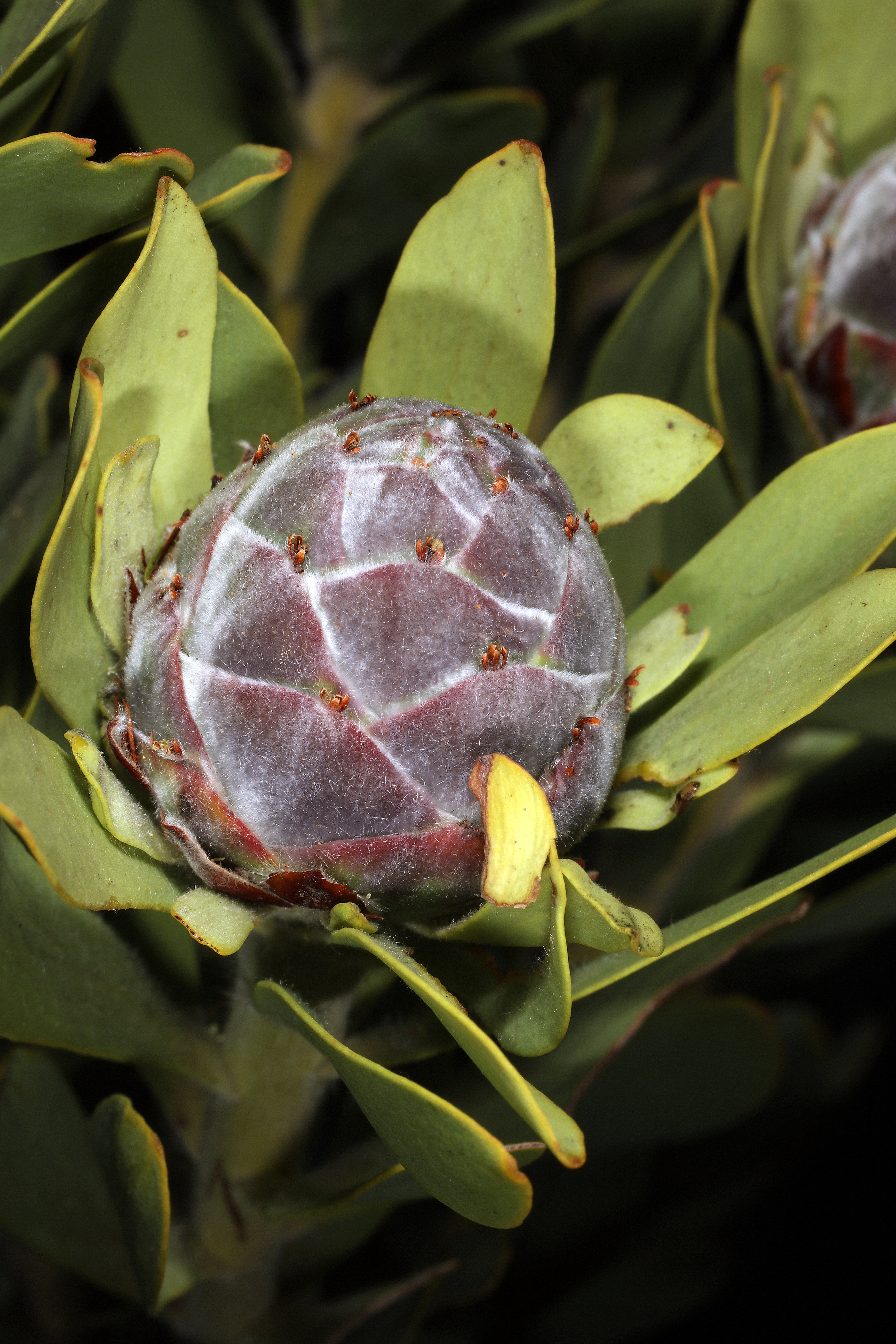
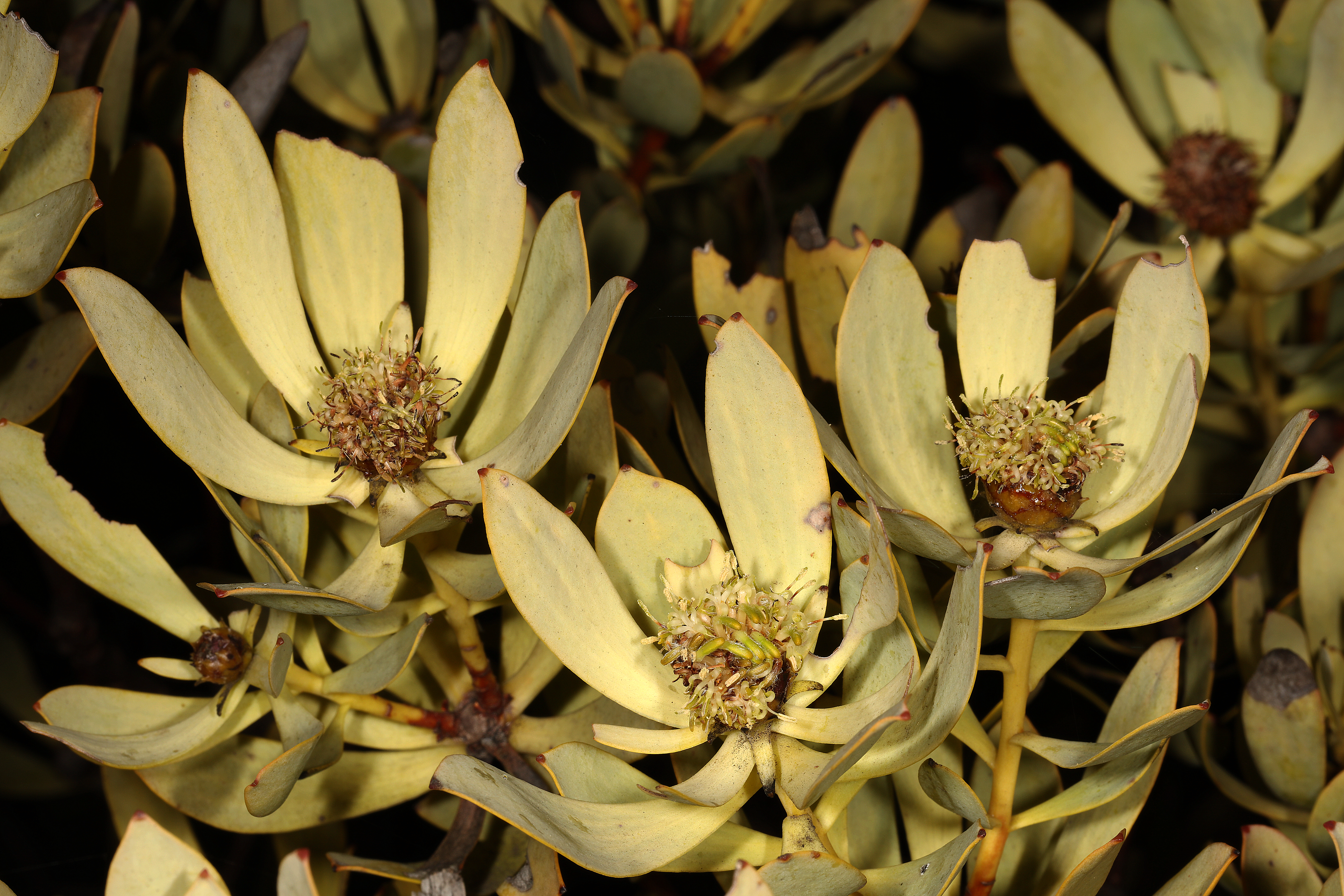
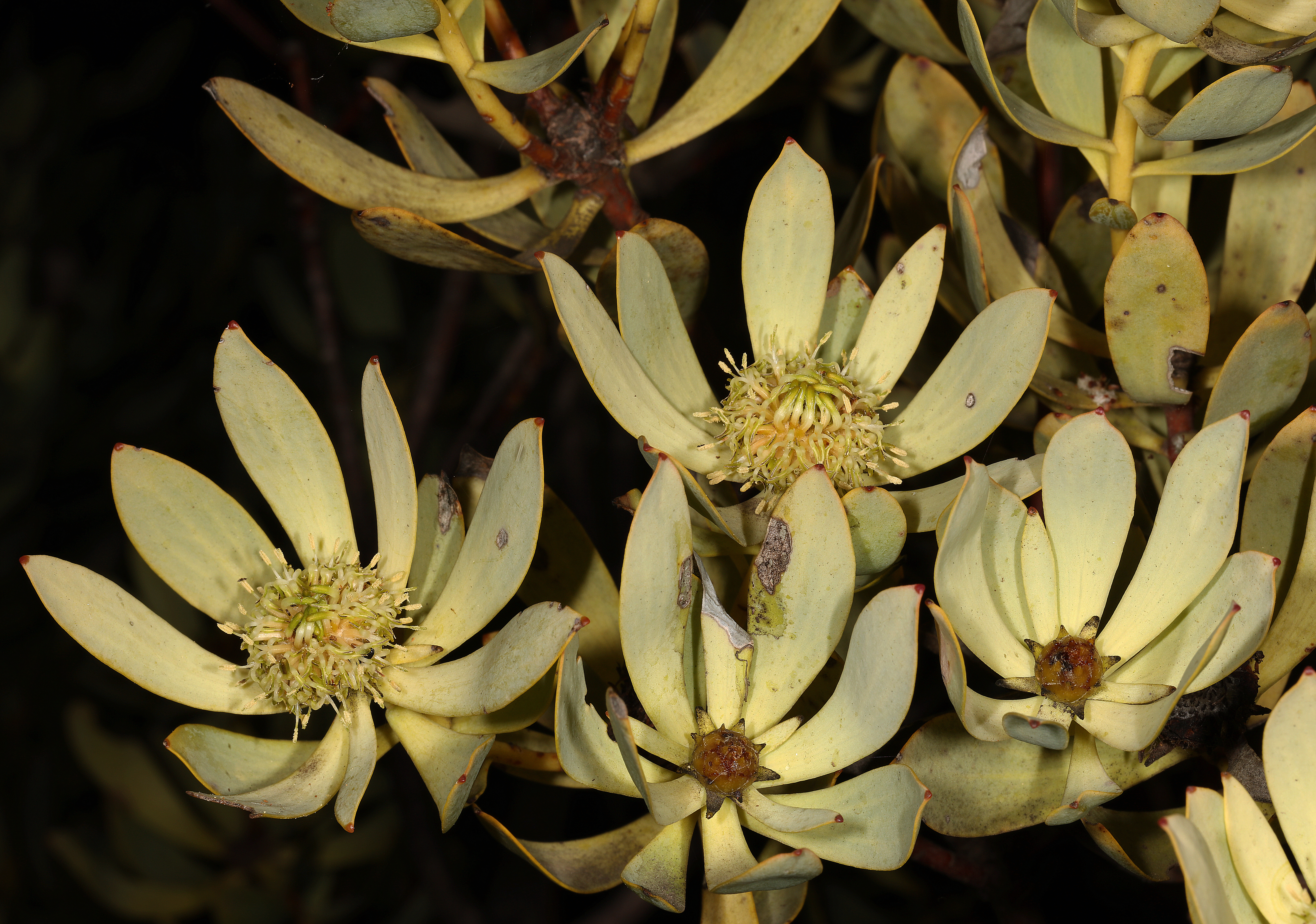
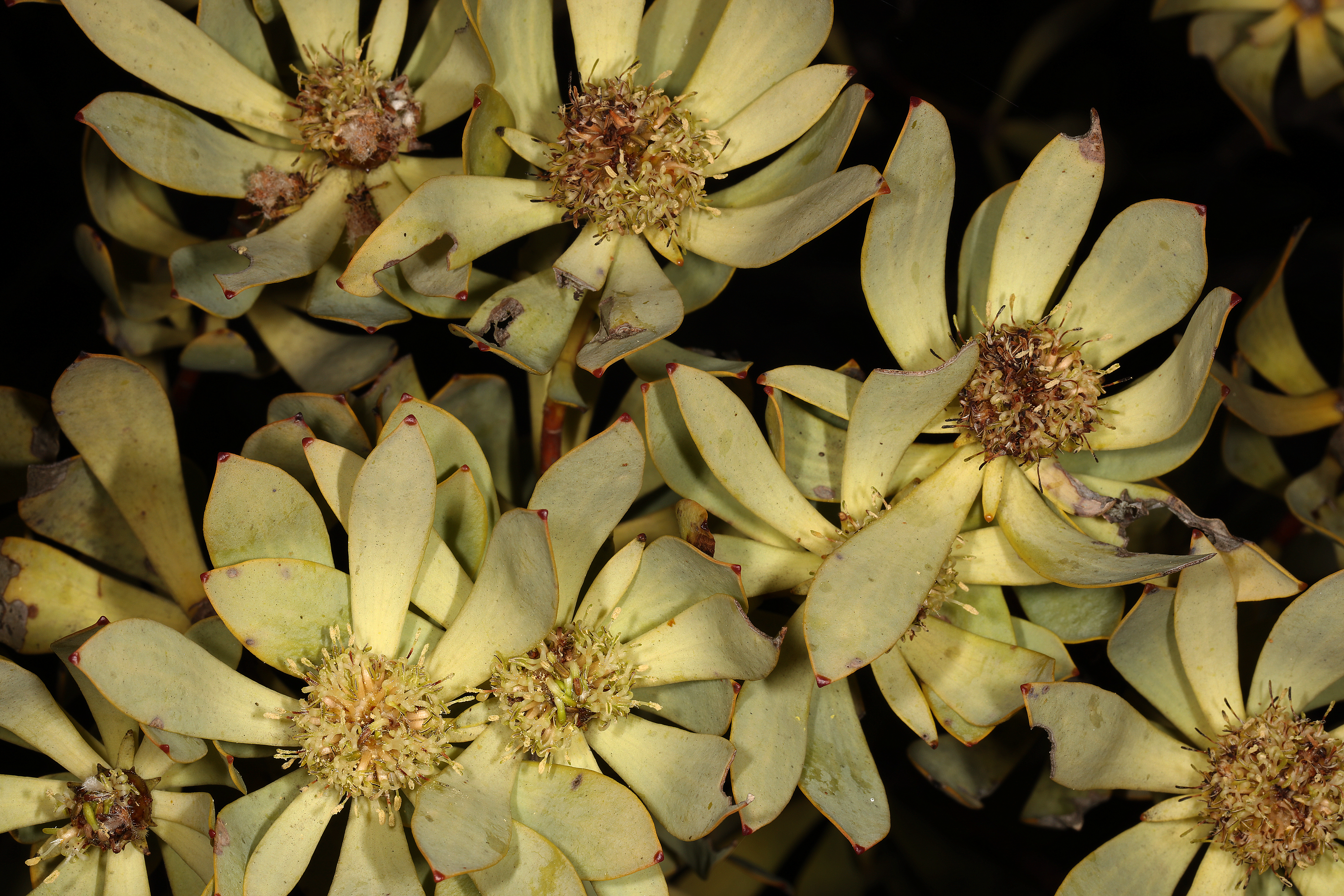
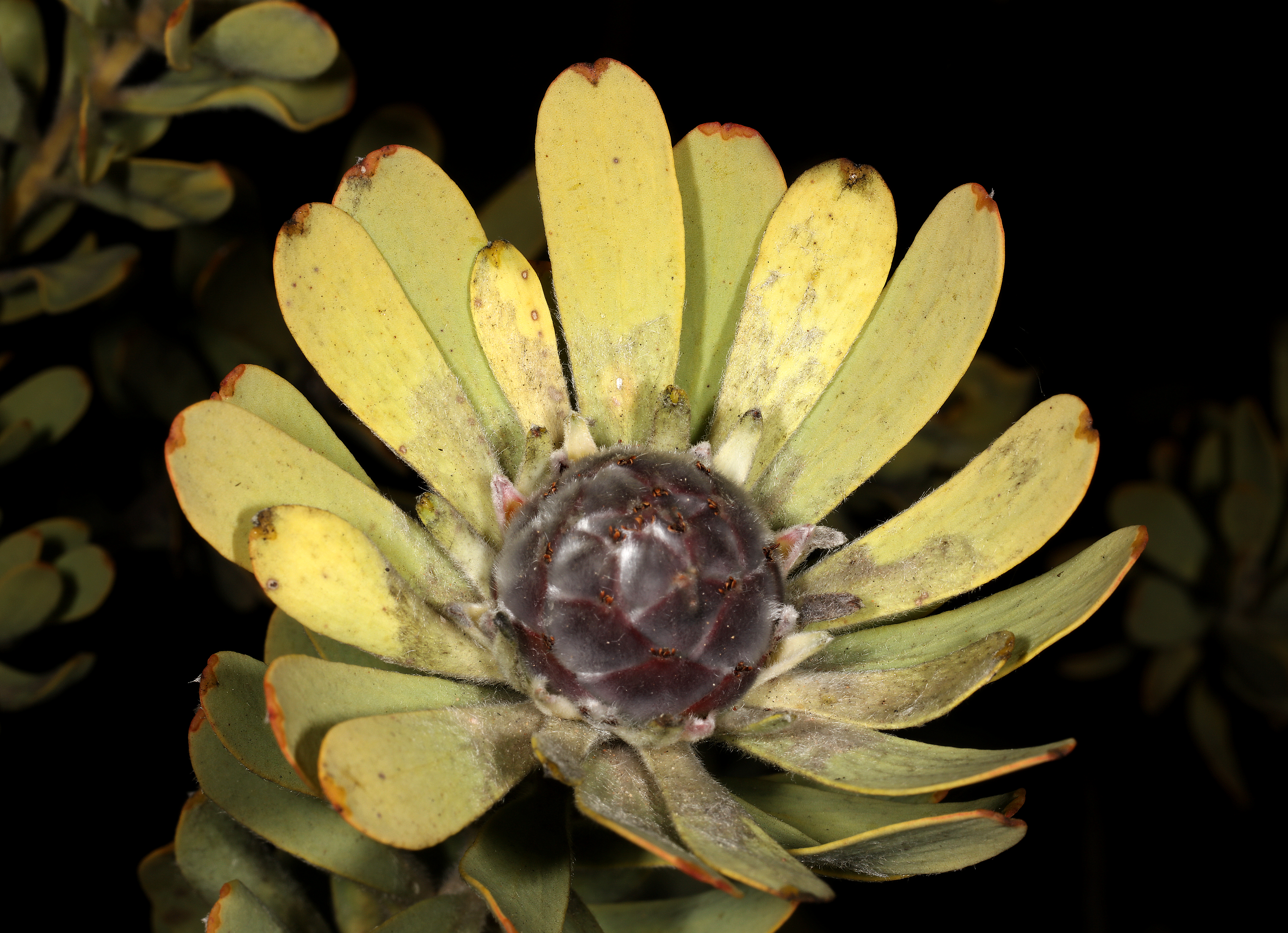
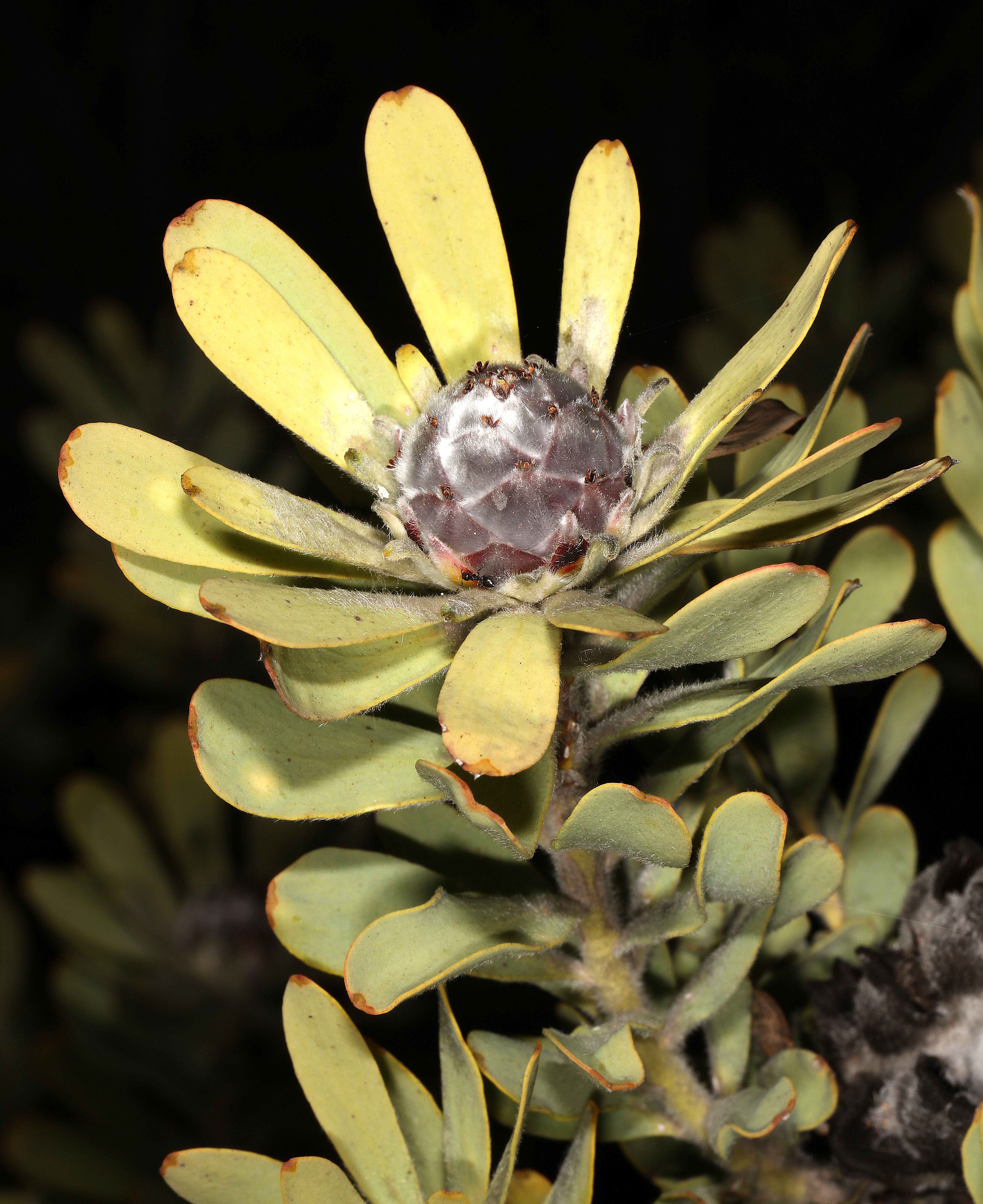
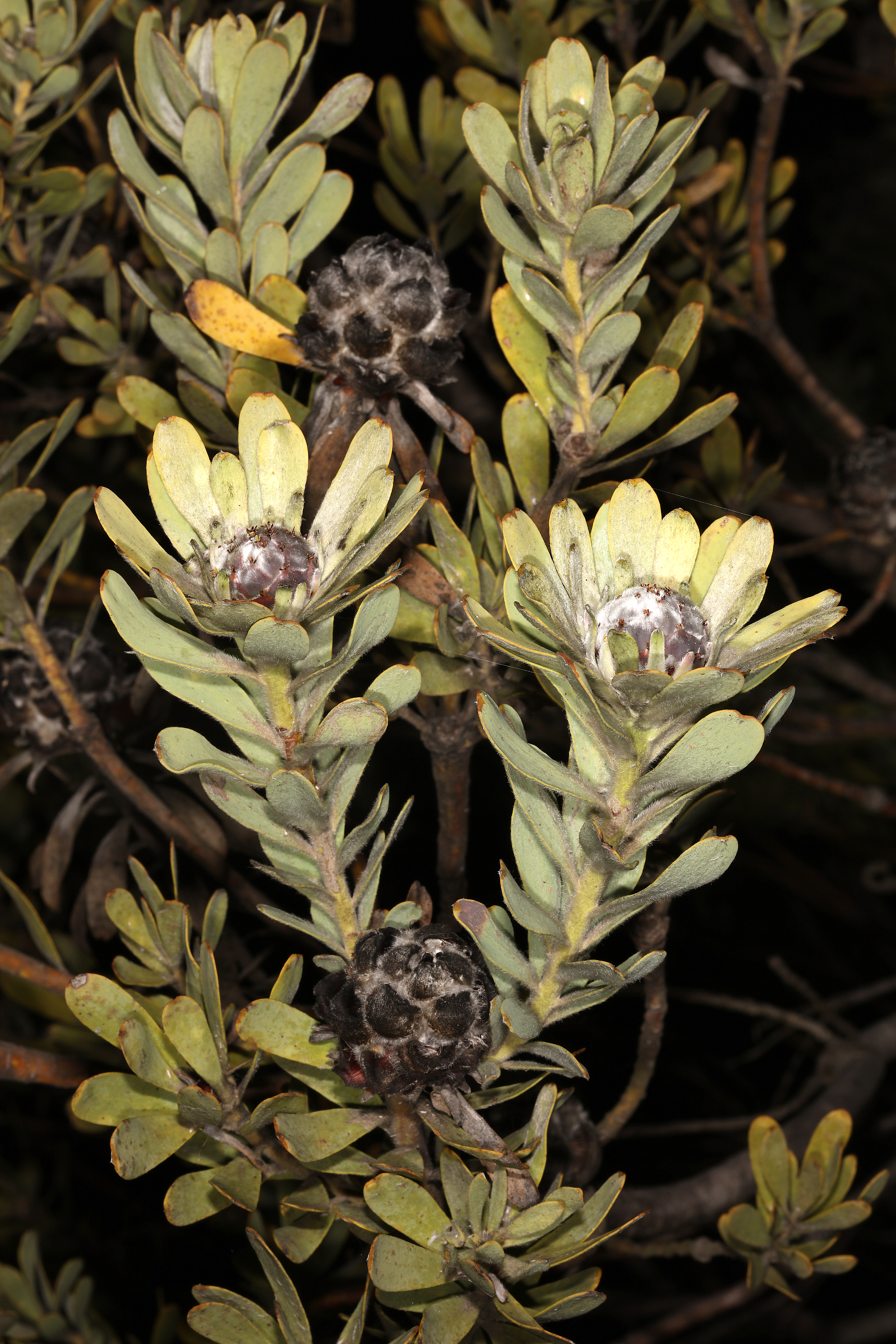
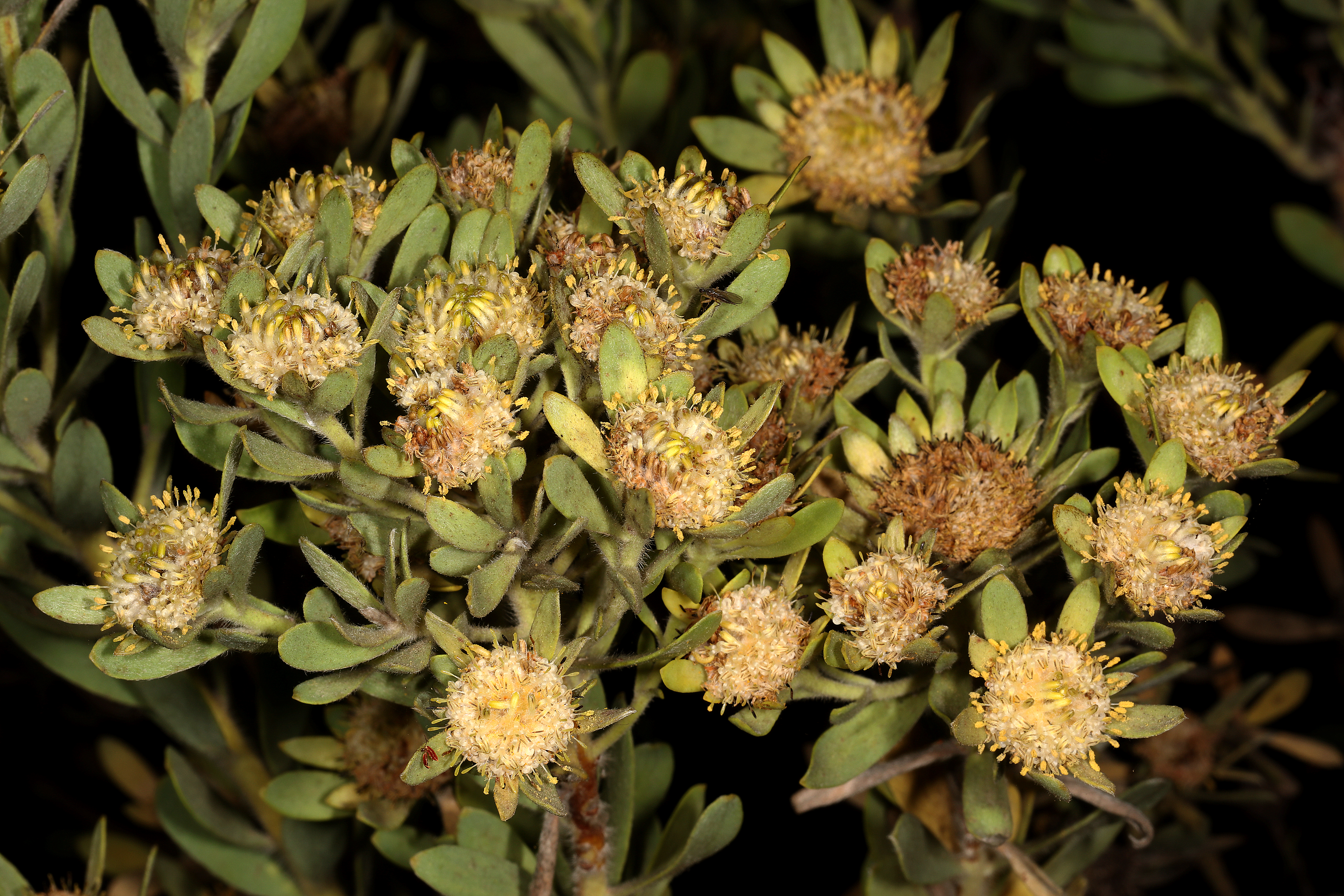
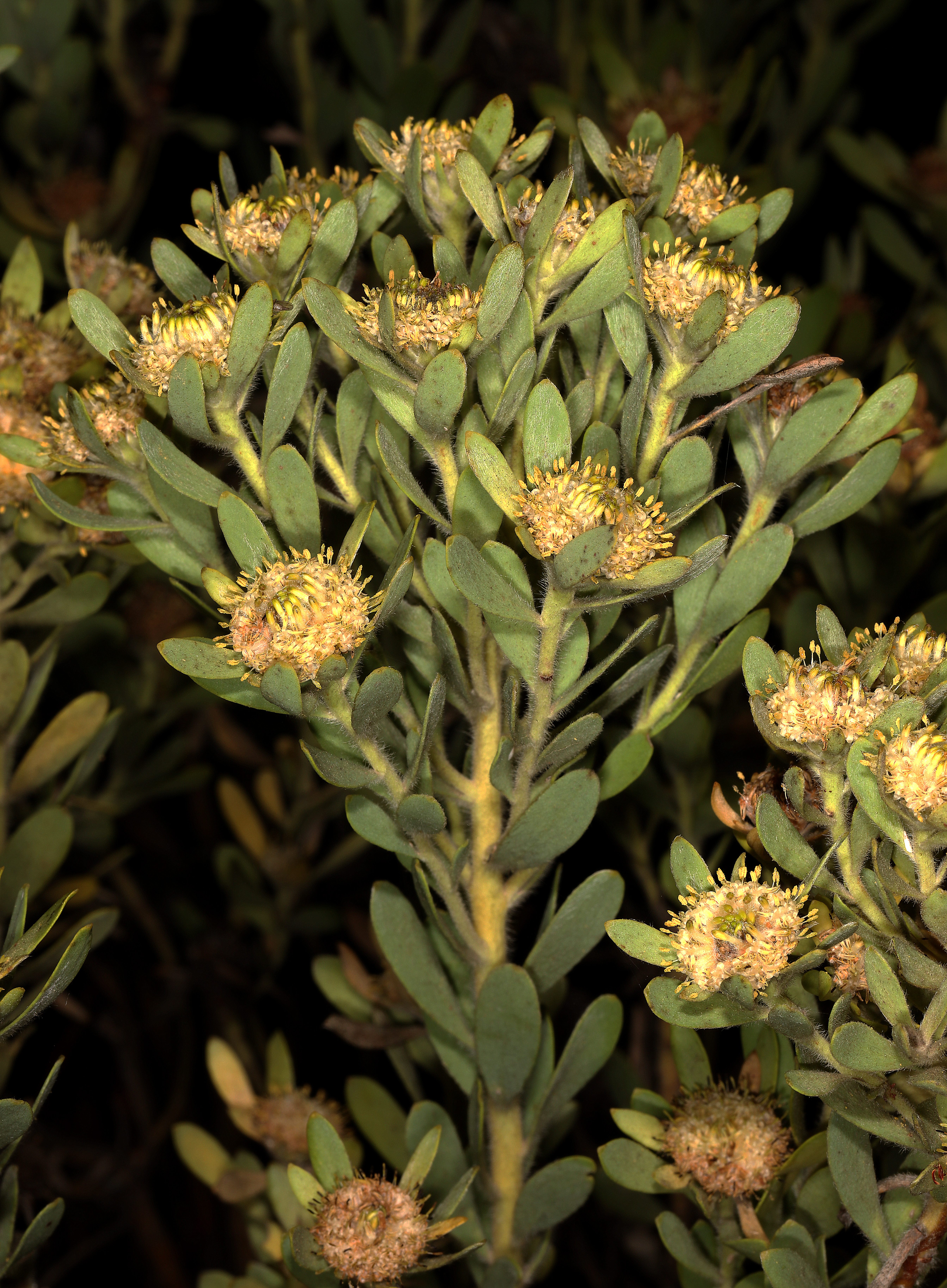
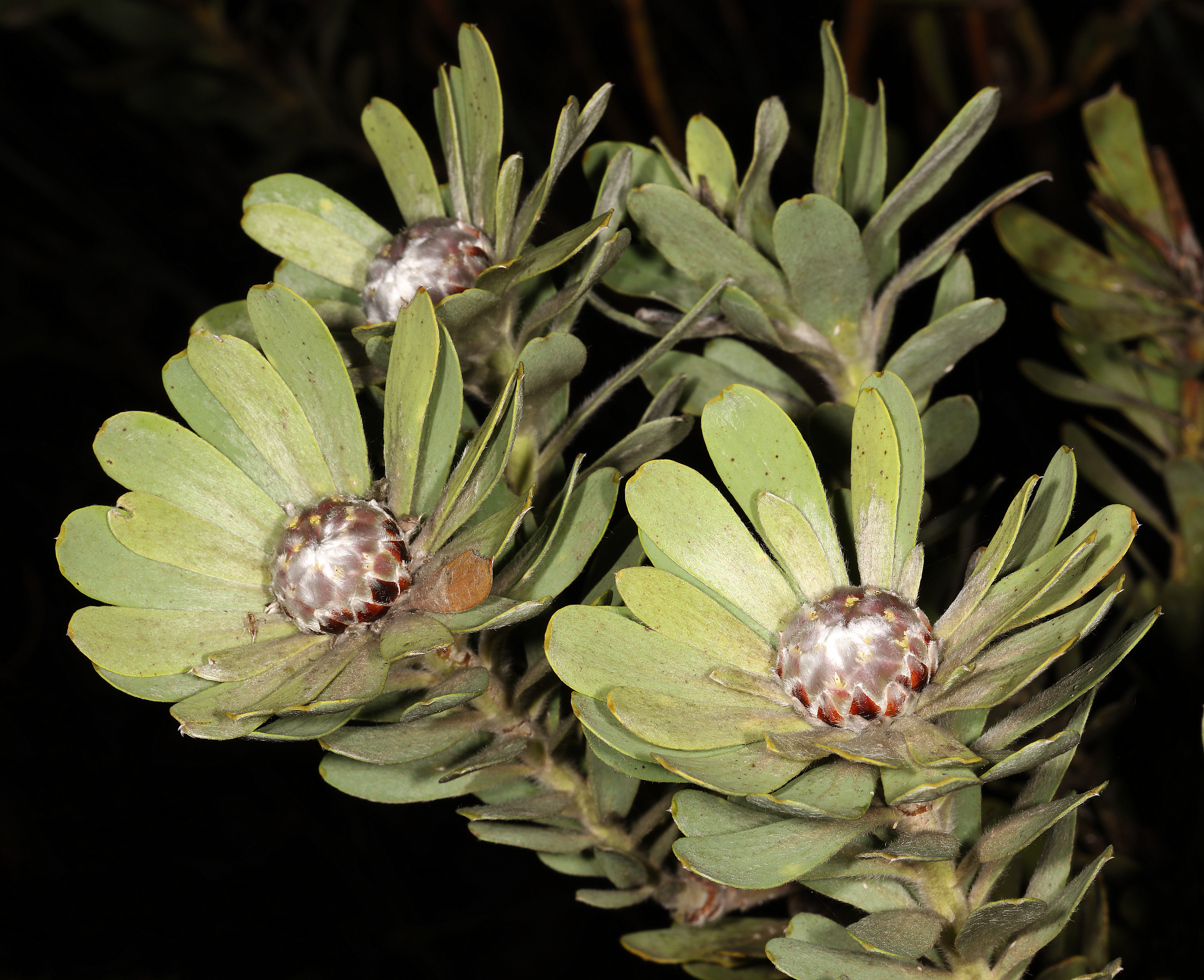
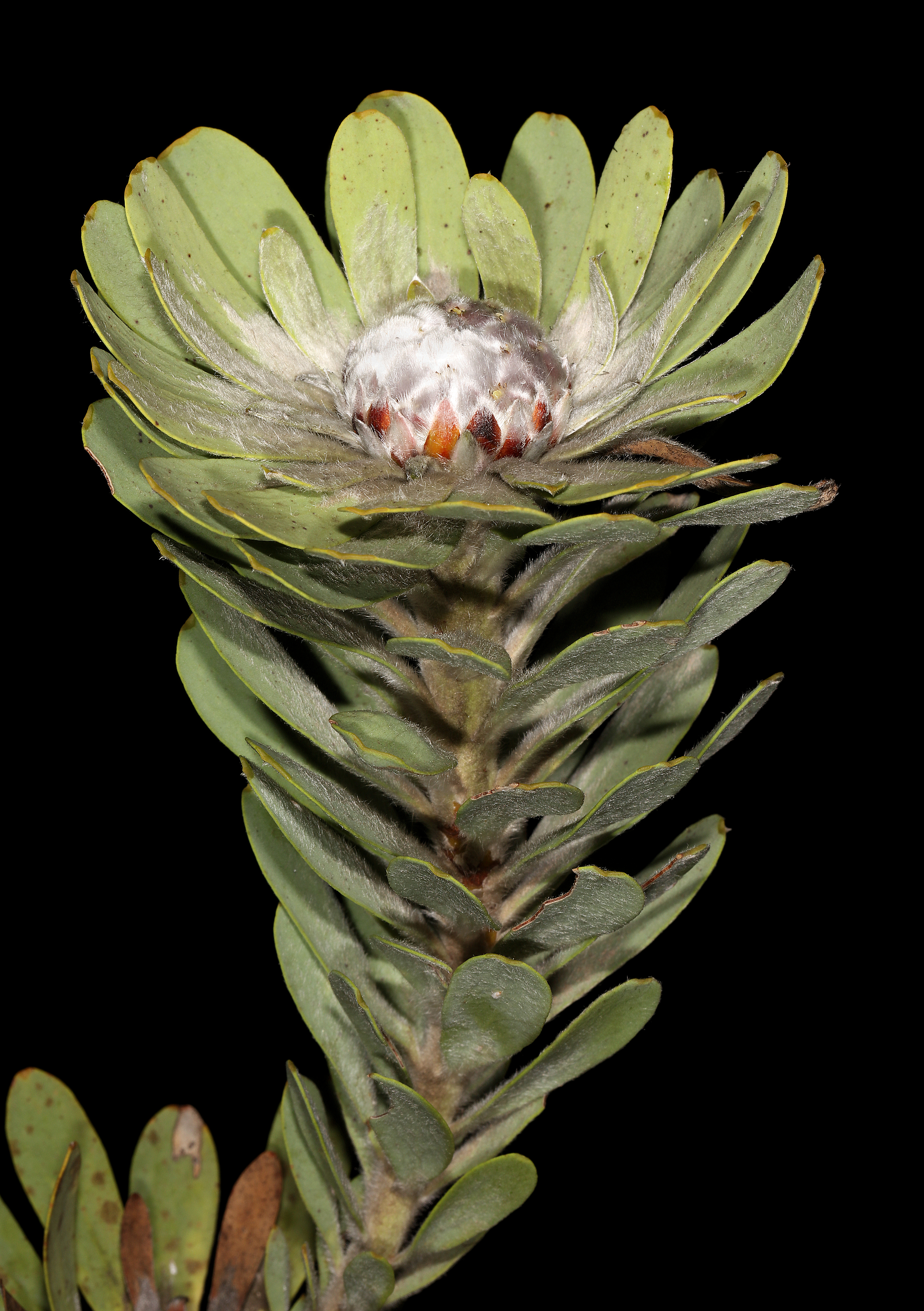
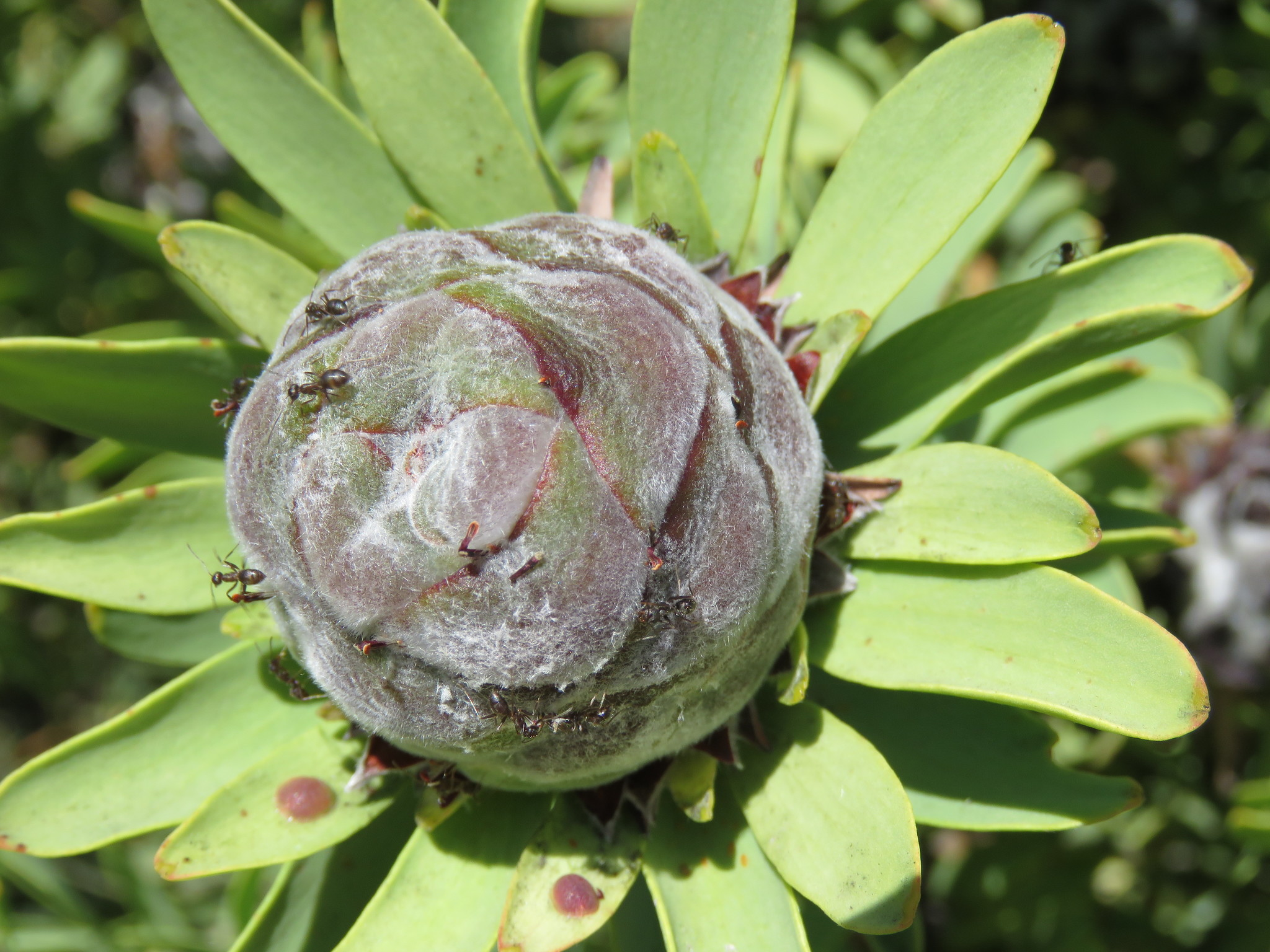
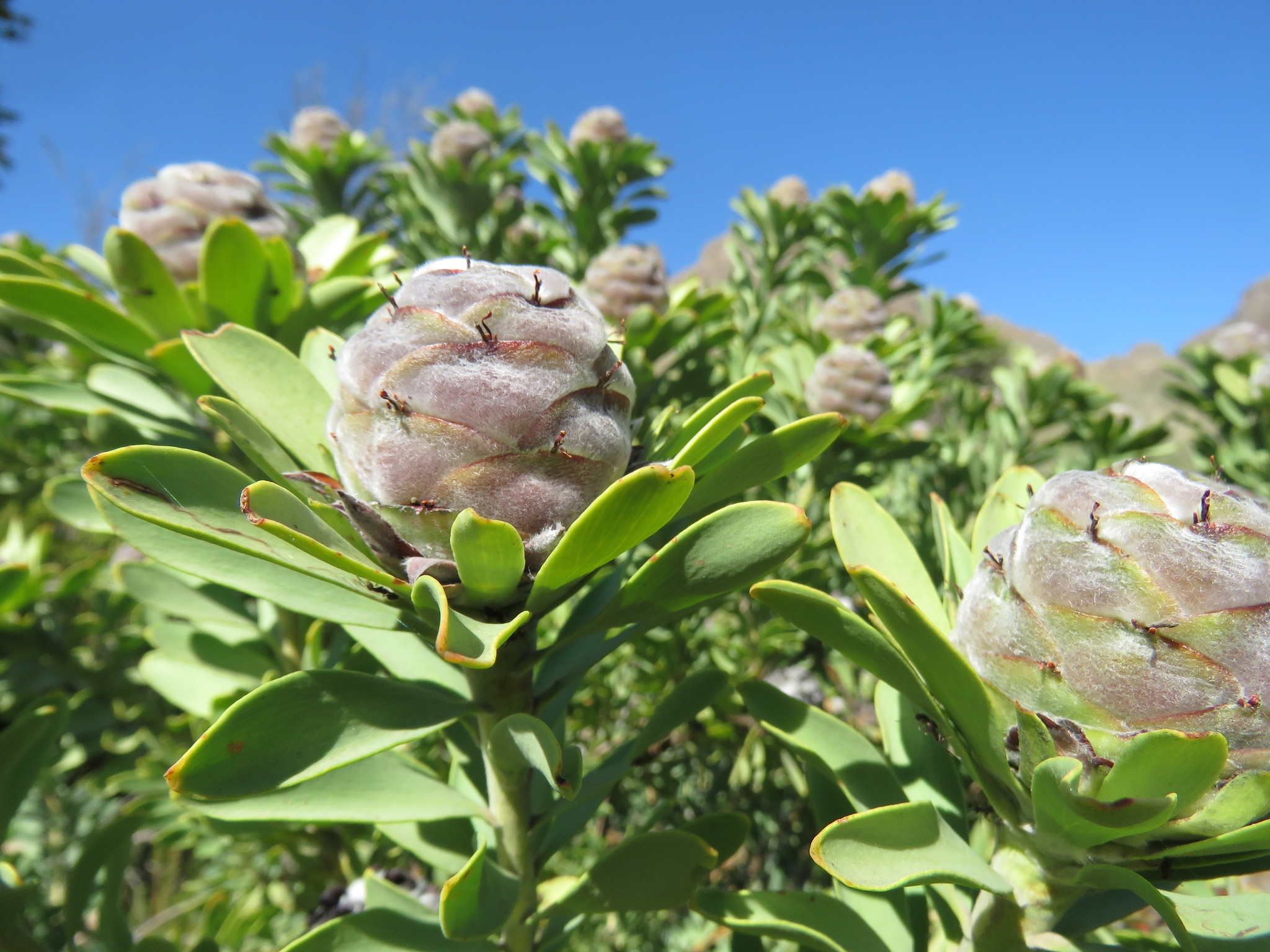
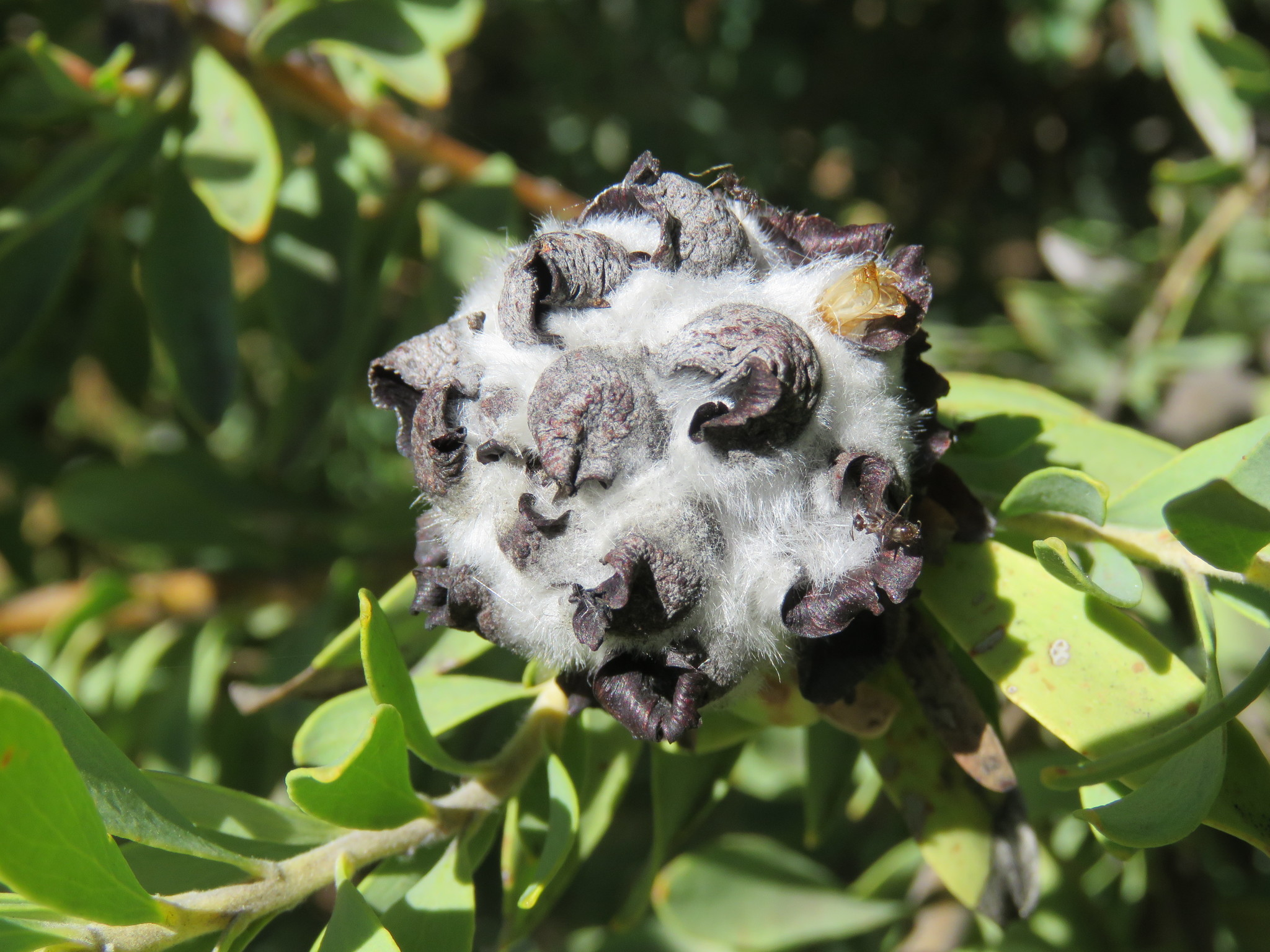
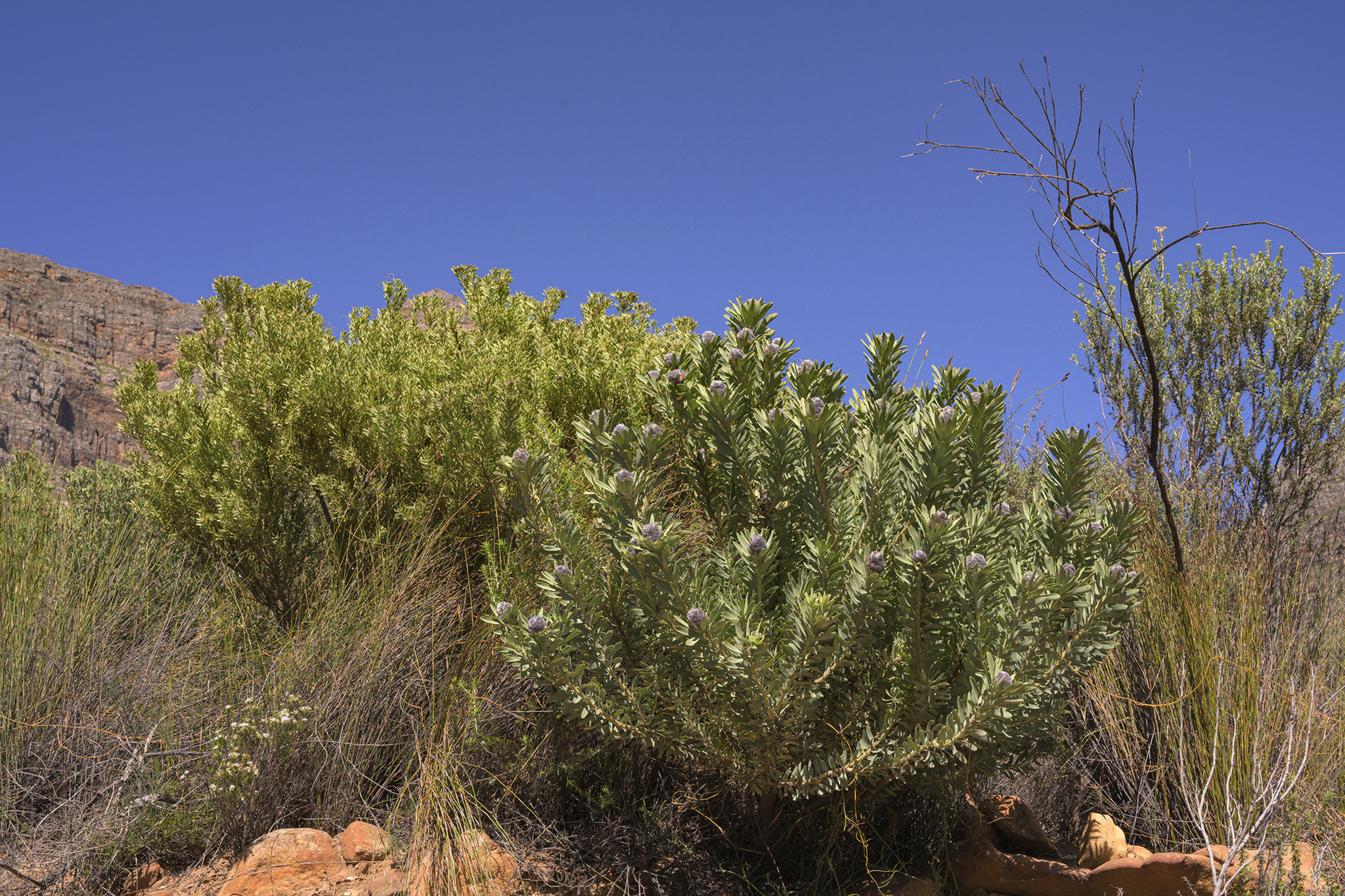